# Proceso cloroalcalino

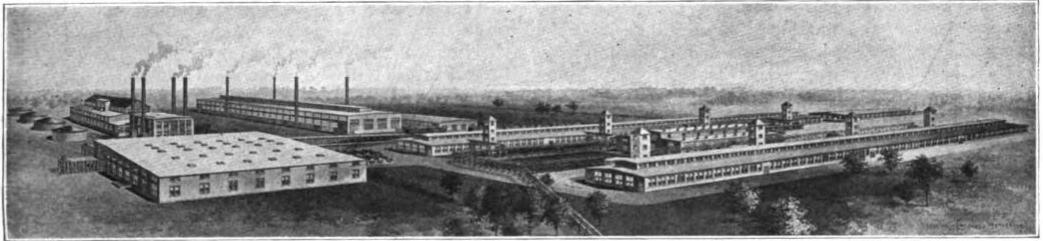
Dibujo antiguo de una planta de proceso de cloroalcalino (Edgewood, Maryland)

El proceso cloroalcalino o proceso de cloralkali o cloro-alkali es un proceso industrial para la electrólisis de soluciones de cloruro de sodio. Es la tecnología utilizada para producir cloro e hidróxido de sodio (lejía/sosa cáustica), que son productos químicos requeridos por la industria. Este proceso preparó 35 millones de toneladas de cloro en 1987. La producción a escala industrial comenzó en 1892. 
Por lo general, el proceso se realiza en una salmuera (una solución acuosa de NaCl), en cuyo caso el resultado es NaOH, hidrógeno y cloro. Cuando se usa cloruro de calcio o cloruro de potasio, los productos contienen calcio o potasio en lugar de sodio. Se conocen procesos relacionados que usan NaCl fundido para dar cloro y sodio metálico o cloruro de hidrógeno condensado para dar hidrógeno y cloro. 
El proceso tiene un alto consumo de energía, por ejemplo, alrededor de 2500 kWh de electricidad por tonelada de hidróxido de sodio producido. Debido a que el proceso produce cantidades equivalentes de cloro e hidróxido de sodio (dos moles de hidróxido de sodio por mol de cloro), es necesario encontrar un uso para estos productos en la misma proporción. Por cada mol de cloro producido, se produce un mol de hidrógeno. Gran parte de este hidrógeno se usa para producir ácido clorhídrico, amoníaco, peróxido de hidrógeno, o se quema para producir energía y/o vapor.

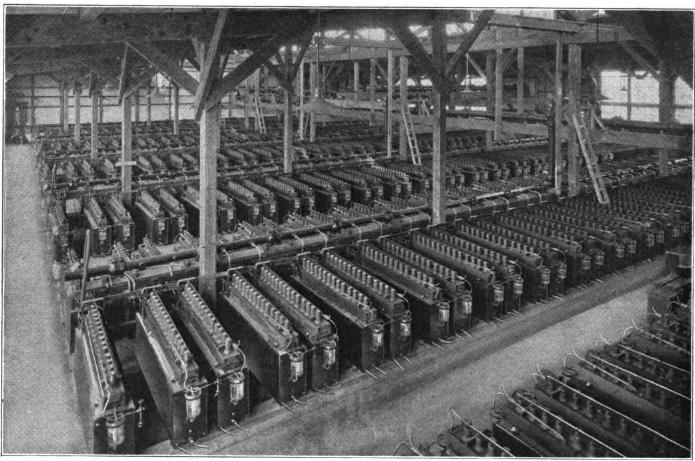
Sala de celdas de una planta de cloro-álcali, 1920

## Sistemas de proceso
Se utilizan tres métodos de producción. Si bien el método de las células de mercurio produce hidróxido de sodio libre de cloro, el uso de varias toneladas de mercurio provoca graves problemas ambientales. En un ciclo de producción normal, se emiten unos cientos de libras de mercurio por año, que se acumulan en el medio ambiente. Además, el cloro y el hidróxido de sodio producidos a través del proceso cloroalcalino de células de mercurio están contaminados con trazas de mercurio. El método de membrana y diafragma no utiliza mercurio, pero el hidróxido de sodio contiene cloro, que debe eliminarse. 
El rendimiento de estos dispositivos se rige por las consideraciones de la ingeniería electroquímica. 

### Celda de membrana
El proceso de cloralkali más común implica la electrólisis de cloruro de sodio acuoso (una salmuera) en una celda de membrana. Se utiliza una membrana, como una hecha de Nafion, Flemion o Aciplex, para prevenir la reacción entre el cloro y los iones de hidróxido. 

Celda de membrana básica utilizada en la electrólisis de salmuera. En el ánodo (A), el cloruro (Cl^{-}) se oxida a cloro. La membrana selectiva de iones (B) permite que el contraión Na^{+} fluya libremente, pero evita que se difundan aniones como el hidróxido (OH^{-}) y el cloruro. En el cátodo (C), el agua se reduce a hidróxido e hidrógeno gaseoso. El proceso neto es la electrólisis de una solución acuosa de NaCl en productos industrialmente útiles, hidróxido de sodio (NaOH) y cloro gas.

La salmuera saturada se pasa a la primera cámara de la celda donde los iones de cloruro se oxidan en el ánodo, perdiendo electrones para convertirse en cloro gaseoso (A en la figura): 
{\displaystyle {\ce {2 Cl- (aq) -> Cl2 (g) + 2 e-}}}
En el cátodo, los iones de hidrógeno positivos extraídos de las moléculas de agua son reducidos por los electrones proporcionados por la corriente electrolítica, a gas hidrógeno, liberando iones de hidróxido en la solución (C en la figura): 
{\displaystyle {\ce {2H2O + 2e- -> H2 + 2OH-}}}
La membrana de intercambio iónico permeable a los iones en el centro de la célula permite que los iones de sodio ({\displaystyle {\ce {Na+}}}) pasen a la segunda cámara donde reaccionan con los iones de hidróxido para producir sosa cáustica ({\displaystyle {\ce {NaOH}}}) (B en la figura). La reacción general para la electrólisis de salmuera es así: 
{\displaystyle {\ce {2 NaCl + 2 H2O -> Cl2 + H2 + 2 NaOH}}}

### Celda de diafragma
En el proceso de la célula del diafragma, hay dos compartimentos separados por un diafragma permeable, a menudo hecho de fibras de asbesto. La salmuera se introduce en el compartimento anódico y fluye hacia el compartimento catódico. De manera similar a la celda de membrana, los iones de cloruro se oxidan en el ánodo para producir cloro, y en el cátodo, el agua se divide en iones hidróxido y protones de hidrógeno. El diafragma impide la reacción de los iones hidróxido con el cloro. Una salmuera cáustica diluida sale de la célula. La sosa cáustica generalmente debe concentrarse al 50% y eliminar la sal. Esto se realiza mediante un proceso de evaporación con aproximadamente tres toneladas de vapor por tonelada de sosa cáustica. La sal separada de la salmuera cáustica puede usarse para saturar la salmuera diluida. El cloro contiene oxígeno y a menudo debe purificarse por licuefacción y evaporación.

### Celda de mercurio

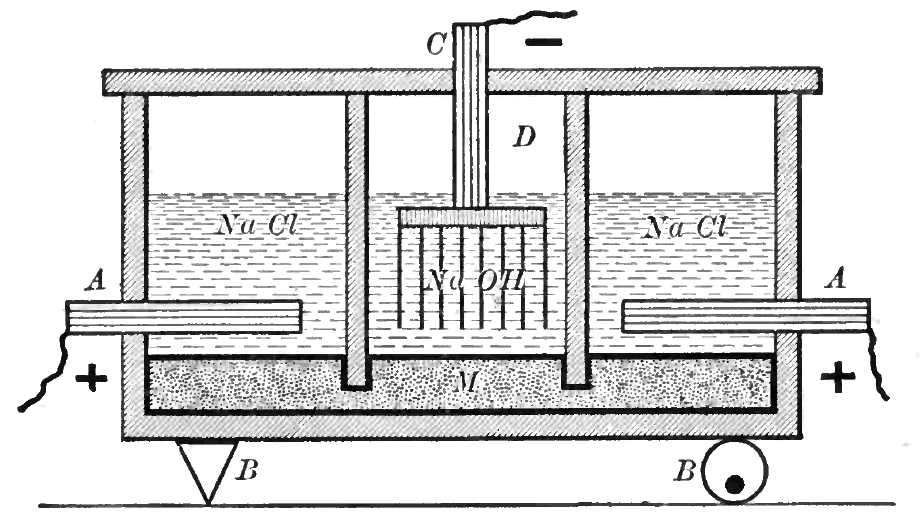
Celda de mercurio para el proceso de cloralkali

En el proceso de células de mercurio, también conocido como el proceso Castner-Kellner, una solución saturada de salmuera flota sobre una fina capa de mercurio. El mercurio es el cátodo, donde se produce sodio y forma una amalgama de sodio-mercurio con el mercurio. La amalgama se extrae continuamente de la célula y reacciona con agua que descompone la amalgama en hidróxido de sodio, hidrógeno y mercurio. El mercurio se recicla en la celda electrolítica. El cloro se produce en el ánodo y sale burbujas de la celda. Las células de mercurio se están eliminando gradualmente debido a las preocupaciones sobre el envenenamiento por mercurio de la contaminación de células de mercurio, como ocurrió en Canadá (enfermedad de Minamata de Ontario) y Japón (enfermedad de Minamata). 

## Celda no particionada
Sin una membrana, los iones de cloro e hidróxido reaccionan, y el cloro se desproporciona para formar iones de cloruro e hipoclorito: 
{\displaystyle {\ce {Cl2 + 2OH- -> Cl- + ClO- + H2O}}}
Por encima de unos 60 °C, se puede formar clorato: 
{\displaystyle {\ce {3Cl2 + 6OH- -> 5Cl- + ClO3- + 3H2O}}}
Si se interrumpe la corriente mientras el cátodo está sumergido, los cátodos que son atacados por hipocloritos, como los de acero inoxidable, se disolverán en células no particionadas. 
Si la producción de gases de hidrógeno y oxígeno no es una prioridad, la adición de cromato de sodio o potasio al 0,18% al electrolito mejorará la eficiencia de la producción de los otros productos.

## Electrodos
Debido a la naturaleza corrosiva de la producción de cloro, el ánodo (donde se forma el cloro) no debe ser reactivo y está hecho de platino metálico, grafito (llamado plumbago en la época de Faraday), titanio platinizado. Un ánodo de titanio revestido de óxido de metal mixto (también llamado ánodo dimensionalmente estable) es el estándar industrial actual. Históricamente, el platino, la magnetita, el dióxido de plomo, el dióxido de manganeso y el ferrosilicio (13-15% de silicio) también se han utilizado como ánodos. El platino aleado con iridio es más resistente a la corrosión del cloro que el platino puro. El titanio sin revestimiento no se puede usar como ánodo porque anodiza, formando un óxido no conductor y pasivados. El grafito se desintegrará lentamente debido a la producción interna de gas electrolítico a partir de la naturaleza porosa del material y la formación de dióxido de carbono debido a la oxidación del carbono, haciendo que se suspendan partículas finas de grafito en el electrolito que pueden eliminarse por filtración. El cátodo (donde se forma hidróxido) puede estar hecho de titanio sin alear, grafito o un metal más fácilmente oxidado como el acero inoxidable o el níquel.

## Procedimiento de laboratorio
La electrólisis se puede hacer con vasos de precipitados, uno que contiene una solución de salmuera (agua salada) y otro que contiene agua pura conectada por un puente de sal. Los ánodos están hechos idealmente de metales del grupo del platino, que resisten la corrosión. Como la corrosión es menos severa en el cátodo, puede ser de acero inoxidable o plata. 

## Asociaciones de fabricantes
Los intereses de los fabricantes de productos de cloroalcalino están representados a nivel regional, nacional e internacional por asociaciones como Euro Chlor y The World Chlorine Council. 

## Otras lecturas
- Bommaraju, Tilak V .; Orosz, Paul J .; Sokol, Elizabeth A. (2007). "Electrólisis de salmuera". Enciclopedia de electroquímica. Cleveland: Universidad Case Western Rsserve.

- Datos: Q139863
- Multimedia: Chloralkali process / Q139863